# Green New Deal
Ne doit pas être confondu avec Green Deal ou European Green Deal.

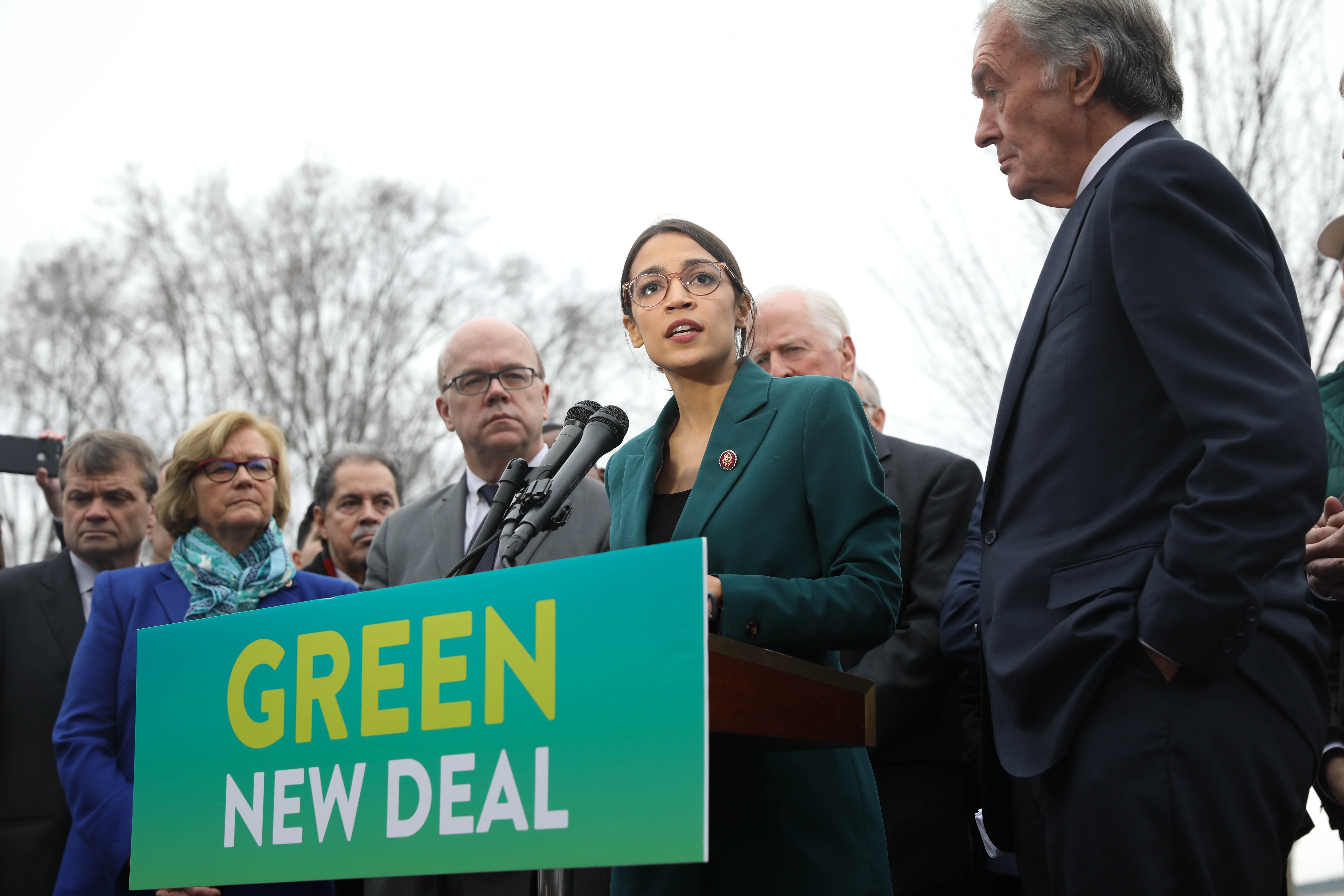
Alexandria Ocasio-Cortez, avec Ed Markey à sa gauche, parle du Green New Deal devant le bâtiment du Capitole des États-Unis en février 2019.

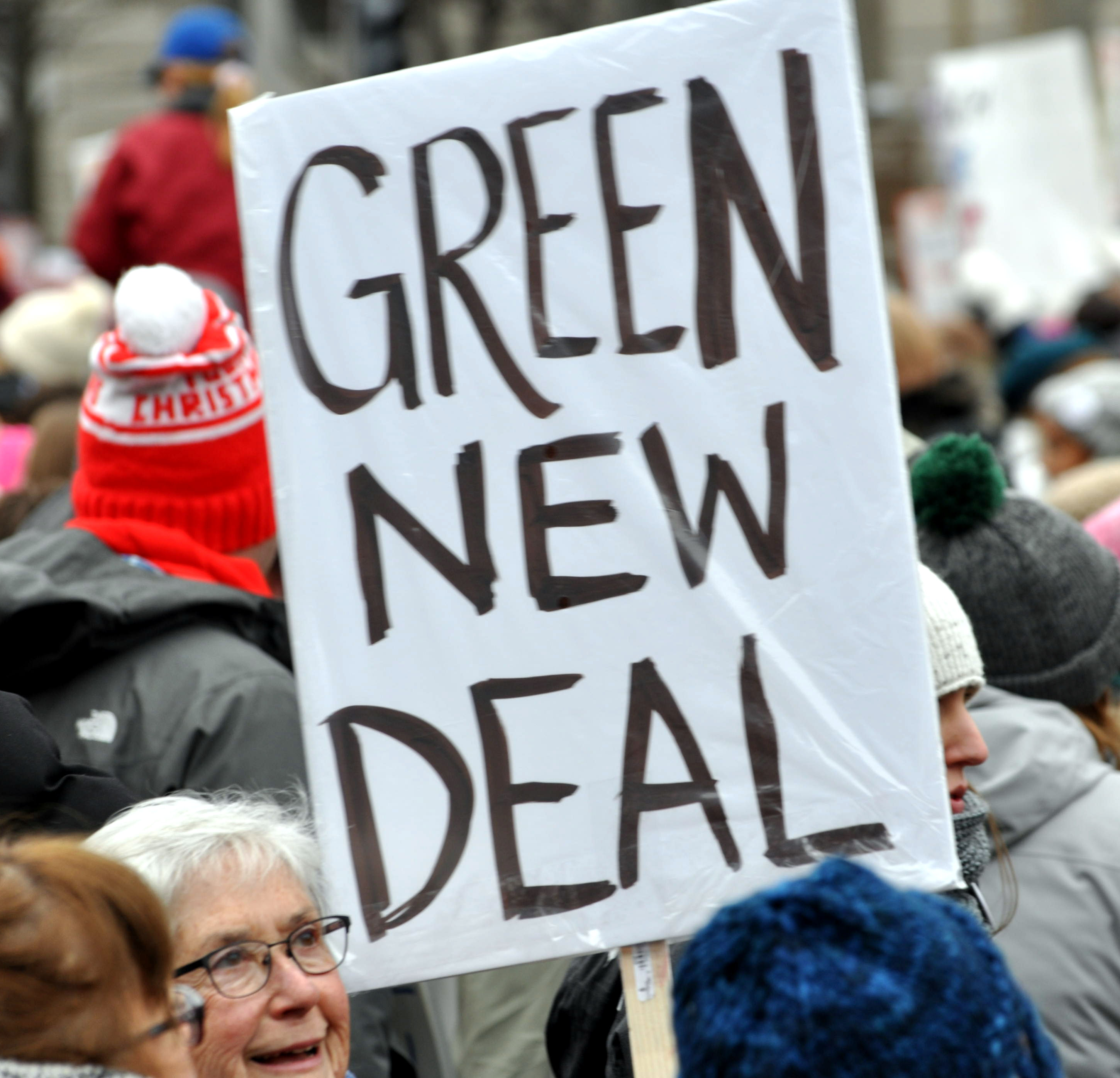
Pancarte pour le Green New Deal dans une manifestation à Washington, D.C. (2020).

Le Green New Deal — en français, nouvelle donne verte ou pacte vert — est le nom donné à plusieurs projets globaux d'investissement, notamment dans les énergies décarbonées, visant à répondre aux grands enjeux environnementaux et climatiques, tout en promouvant la justice sociale. On parle de Green New Deal principalement pour l'Union européenne d'une part et pour les États-Unis d'autre part.
Le Green New Deal apparaît dans les années 2000. Il est repris depuis 2018 aux États-Unis par l'aile gauche du Parti démocrate, essentiellement Alexandria Ocasio-Cortez à la Chambre des représentants et Ed Markey au Sénat, ainsi que depuis 2019 par la présidente de la Commission européenne, Ursula von der Leyen, sous le nom de pacte vert pour l'Europe (European Green Deal).

## Origine du terme
Le nom est inspiré du New Deal (« Nouvelle donne ») lancé en 1933 par le président américain Franklin Roosevelt pour sortir les États-Unis de la Grande Dépression. Selon la BBC, le modèle ce sont « les vastes projets d'investissement du "New Deal" qui ont contribué à sortir l'Amérique de la Grande Dépression dans les années 1930 », ce qui en fait une solution séduisante pour sortir d'une crise.

## Historique
Ce serait Thomas Friedman, un lauréat du prix Pulitzer, qui aurait utilisé le premier ce terme "Green New Deal" dans une colonne du New York Times en janvier 2007.
En Europe, le mot a été utilisé par les verts européens à la fin des années 2000. En 2009, le concept est élargi pour devenir planétaire. L'ONU rédige un rapport en faveur d'un Green New Deal mondial, visant à créer des emplois dans les industries renouvelables pour stimuler l'économie et pour freiner le changement climatique après la crise de 2008.
Aux États-Unis, c'est Howie Hawkins, candidat vert à la présidentielle de 2020 qui promeut le premier une plateforme appelée Green New Deal en politique alors qu'il était candidat au poste de Gouverneur de New York en 2010.
En Europe, le projet de Green New Deal a ensuite été porté par le mouvement transnational du « Printemps européen » de Benoit Hamon ou Yanis Varoufakis, dans le cadre des Élections européennes de 2019.
Il est repris par la présidente de l'Union européenne, Ursula von der Leyen, qui le renforce au moment de la crise du Covid-19. Le projet englobe des sujets tels que la rénovation des bâtiments, la refondation des secteurs énergétique et agricole, l'accélération du déploiement des énergies renouvelables, le lancement d’une filière énergétique basée sur l’hydrogène et le financement de mesures de reconversion de la main-d’œuvre dans les filières impactées par la transition énergétique.

## Union européenne
La pacte vert pour l'Europe est constitué par l'adoption de plusieurs textes législatifs par l'Union européenne au cours de la dixième législature du Parlement européen. Le mouvement Green New Deal For Europe (« Green New Deal pour l’Europe ») porte le projet d’un Green New Deal à l’échelle de l'Union européenne. Il entend fournir aux institutions de l'Union, en particulier à la Banque européenne d'investissement, un cadre économique, technique et légal pour la conduite d'investissements importants dans des infrastructures stratégiques et des activités économiques ayant un impact conséquent dans la lutte contre le changement climatique et la gestion de ses conséquences.
En plus de répondre aux exigences du changement climatique, et de la préservation des écosystèmes, le Green New Deal for Europe, propose des solutions pour orienter ces investissements de telle sorte qu’ils aient des retombées importantes et réelles dans les domaines de l’emploi, de la santé, de la sécurité, de l’éducation, du coût de la vie, de la justice sociale, des services publics, etc. Au sein du Parlement européen, il est notamment porté par l'eurodéputée Aurore Lalucq du groupe Socialistes et Démocrates.

### Déclinaisons locales
Dès 2020, la Commission européenne et le Comité européen des régions coopèrent pour délivrer localement le pacte vert. Dès juin 2020, ils mettent sur pied une initiative et un groupe de travail intitulés «Pacte vert — Investir l’échelon local» ou Green Deal Going Local en langue anglaise.
En Espagne, peu avant la COP25, le Premier ministre Pedro Sánchez devient le premier dirigeant national à approuver l'idée d'un "Green New Deal".
Dès novembre 2020, des régions comme l'Occitanie proposent également leur Green New Deal.

## États-Unis
Le Green New Deal est actuellement porté par de nombreuses organisations non gouvernementales. Aux États-Unis, la représentante Alexandria Ocasio-Cortez en a fait son cheval de bataille depuis 2018, plaidant pour que les États-Unis passent d'ici à 2030 à un réseau électrique fonctionnant à 100 % grâce aux énergies renouvelables, pour ainsi mettre fin à l'utilisation des combustibles fossiles. Selon elle, le gouvernement fédéral doit investir dans la construction à grande échelle d'infrastructures vertes. Le candidat démocrate Biden dit qu'il n'y souscrit pas, mais son plan environnemental sur son site web le qualifie de "cadre indispensable" pour la lutte contre le changement climatique, alors que Trump dit qu'un tel plan renverrait les États-Unis non dans le tiers monde, mais dans le neuvième.

### Points abordés par le Green New Deal américain

#### Charte des droits économiques
- Garantie de l'emploi
- Revenu de base garanti
- Un toit pour tous
- Contrôle des loyers
- Logement social
- Plan de mobilité
- Systèmes de transports régionaux
- Voiture électrique
- Service public de sécurité sociale et couverture santé universelle medicare for all
- Éducation publique gratuite à vie
- Crèche et garde d'enfants gratuits pour tous
- Aide aux écoles publiques - réduire la taille des classes à 15 élèves
- Enseignement supérieur public gratuit - technique et académique
- Fond de prêt-étudiant pour l'allégement de la dette étudiante
- Une retraite sûre

#### Programme de reconstruction de l'économie verte
- Viser 100 % énergies renouvelables en 2030
- Services publics d'électricité
- Nationaliser les grands pétroliers et gaziers
- Système ferroviaire à grande vitesse inter-États
- Habitat propre
- Pompes à chaleur
- Toits solaires
- Efficacité énergétique
- Internet à haut-débit inter-états
- Reconstruction des infrastructures
- Sourcing et fabrication propre
- Réforme agraire
- Recyclage zéro déchet

#### Financement
- Coupes budgétaires dans le budget de la défense (-75 %) pour le recentrer sur le social, comme le proposait le candidat Robert Kennedy en 1968
- Annulation des niches fiscales
- taxes progressives, écologiques et bancaires